# Julio Pérez Lores
Julio Pérez Lores (Ciudad Victoria, Tamaulipas; 6 de febrero de 2002) es un futbolista mexicano, juega como defensa central y su equipo actual son los Correcaminos de la UAT de la Liga de Expansión MX.

## Inicios
Surgiría de las básicas del Club de Fútbol Pachuca, donde pasaría por todas las categorías hasta llegar a debutar en Primera División.

### Club de Fútbol Pachuca
Debutó en el Clausura 2023 frente al Querétaro Fútbol Club, entrando de cambio por Enzo Martínez.

### Correcaminos de la UAT
Llega para el Apertura 2024 al equipo de los Correcaminos.